# Rot-Erle
Die im westlichen Nordamerika heimische Rot-Erle oder Oregon-Erle (Alnus rubra) ist die weltweit größte Pflanzenart in der Gattung der Erlen (Alnus) aus der Familie der Birkengewächse (Betulaceae). Sie wächst in einem etwa 200 Kilometer breiten Streifen längs der Pazifikküste, der vom südöstlichen Alaska bis nach Kalifornien reicht. Auf der Höhe des US-Bundesstaates Washington ist sie auch noch 600 Kilometer landeinwärts in Idaho anzutreffen.

## Beschreibung
Die Rot-Erle ist ein sommergrüner Laubbaum, der Wuchshöhen von 20 bis 35 m erreicht. Der mit 32 m gegenwärtig höchste Baum steht im Clatsop County, Oregon (USA). Ihr Name leitet sich ab aus der rostig-hellroten Farbe ihres Holzes, wenn sie frisch gefällt wurde. Die Rinde ist grau, glatt und mit kleinen runden Korkwarzen übersät.
Die wechselständigen Laubblätter sind eiförmig, 7 bis 15 cm lang, haben grobe gesägte Kanten und sind deutlich zugespitzt. Sie sind nach unten durchgebogen. In diesem Merkmal unterscheiden sie sich von den Blättern aller anderen Erlen-Arten. Die Blätter der Rot-Erle verfärben sich im Herbst gelb, bevor sie abfallen.

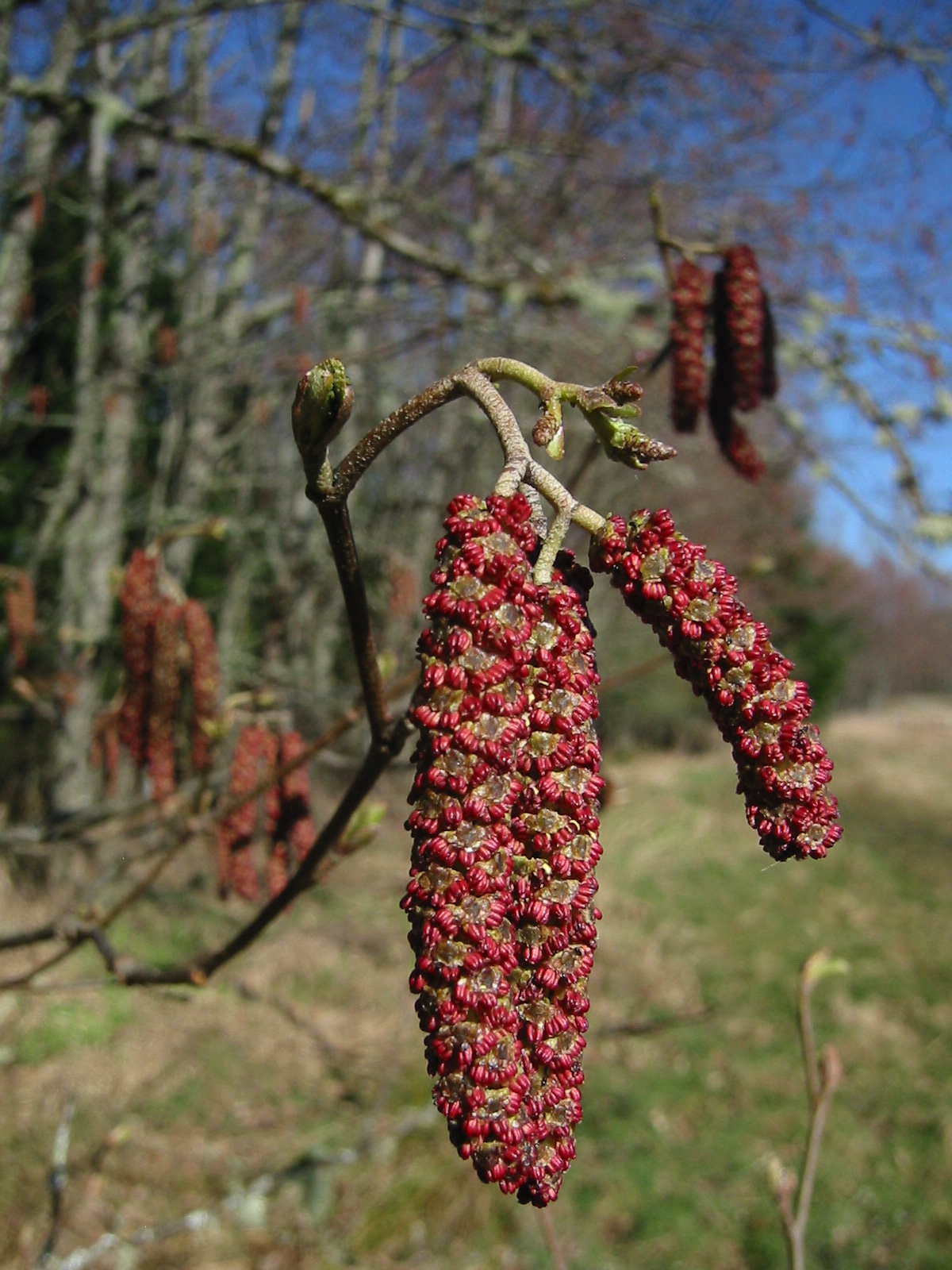
Männliche Kätzchen und winzige weibliche Kätzchen oben

Die Rot-Erle blüht im Februar und März, weit vor dem Laubaustrieb. Sie ist einhäusig getrenntgeschlechtig (monözisch). Die männlichen Blütenstände sind 10 bis 15 cm lange, nach unten hängende, rötliche Kätzchen. Die weiblichen Kätzchen sind aufgerichtet und entwickeln sich zu 2 bis 3 cm langen, verholzten Zapfen. Die Bestäubung erfolgt über den Wind. Die Samen werden im Herbst und Winter ebenfalls durch den Wind freigesetzt.
Die Chromosomenzahl beträgt 2n = 28.

## Verbreitung
Die Rot-Erle wächst im südlichen Alaska, dem westlichen British Columbia und den nordwestlichen Küstengebirgen der USA auf kühlen und feuchten Hängen. Hier ist sie zusammen mit der Douglasie (Pseudotsuga menziesii subsp. menziesii), der Westamerikanischen Hemlocktanne (Tsuga heterophylla), der Küsten-Tanne (Abies grandis), dem Riesen-Lebensbaum (Thuja plicata) und der Sitka-Fichte (Picea sitchensis) bestandsbildend.

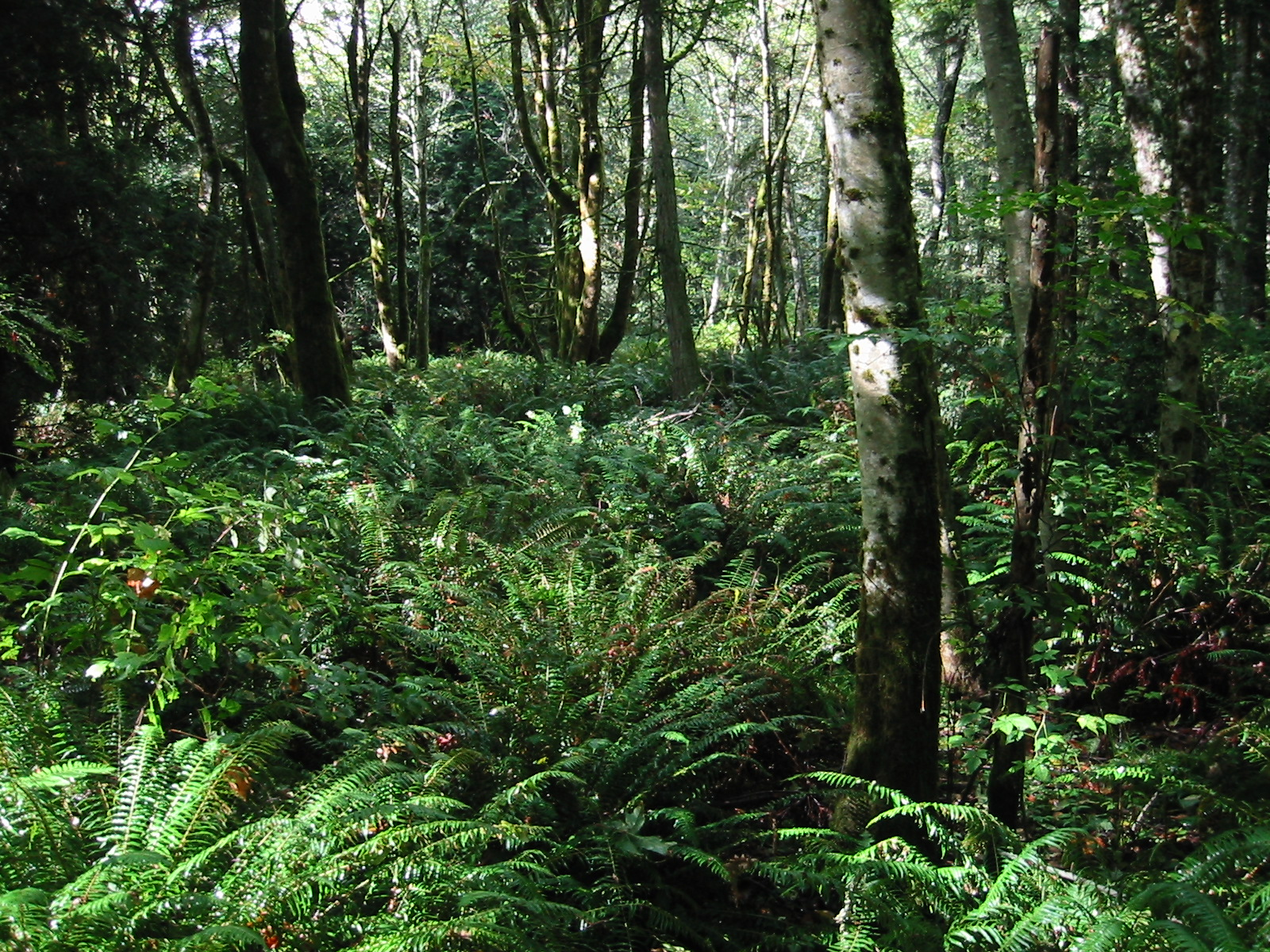
Wald, bestehend aus Rot-Erle, Westamerikanischer Hemlocktanne und Oregon-Ahorn

Im Binnenland und an der südlichen Grenze ihres Verbreitungsgebietes, in Kalifornien, wächst sie vor allem an Flüssen und in Bruchwäldern. Hier ist sie häufig zusammen mit Weiden, dem Seidigen Hartriegel (Cornus stolonifera), der Oregon-Esche (Fraxinus latifolia) und dem Oregon-Ahorn (Acer macrophyllum) anzutreffen.
Südöstlich ihres Verbreitungsgebietes wächst die Weiß-Erle (Alnus rhombifolia). Sie ist mit der Rot-Erle eng verwandt, besitzt aber keine durchgebogenen Blätter. Im Hochgebirge wächst statt der Rot-Erle die kleinere Grün-Erle (Alnus viridis subsp. sinuata), im Osten der Kaskadenkette wächst die Grau-Erle (Alnus incana subsp. tenuifolia).
Die Rot-Erle ist ein typischer Pionier-Baum. Sie besiedelt schnell durch Feuer oder Kahlschlag entstandene offene Flächen und bereitet durch ihre Bodenverbesserung das Wachstum der oben genannten Nadelbäume vor.
Die Rot-Erle produziert extrem viele Samen, die allerdings nur im offenen Mineralboden keimen können. Auf Kahlschlagsflächen können im ersten Jahr mehrere Hunderttausend oder sogar mehrere Millionen Setzlinge pro Hektar vorkommen (Zavitkovski & Stevens 1972).
Die Rot-Erle ist mit Hilfe des Bakteriums Frankia alni in der Lage, Stickstoff aus der Luft zu binden. Dies ermöglicht es ihr, auf stickstoffarmen Böden zu wachsen.

## Anbau und Verwendung

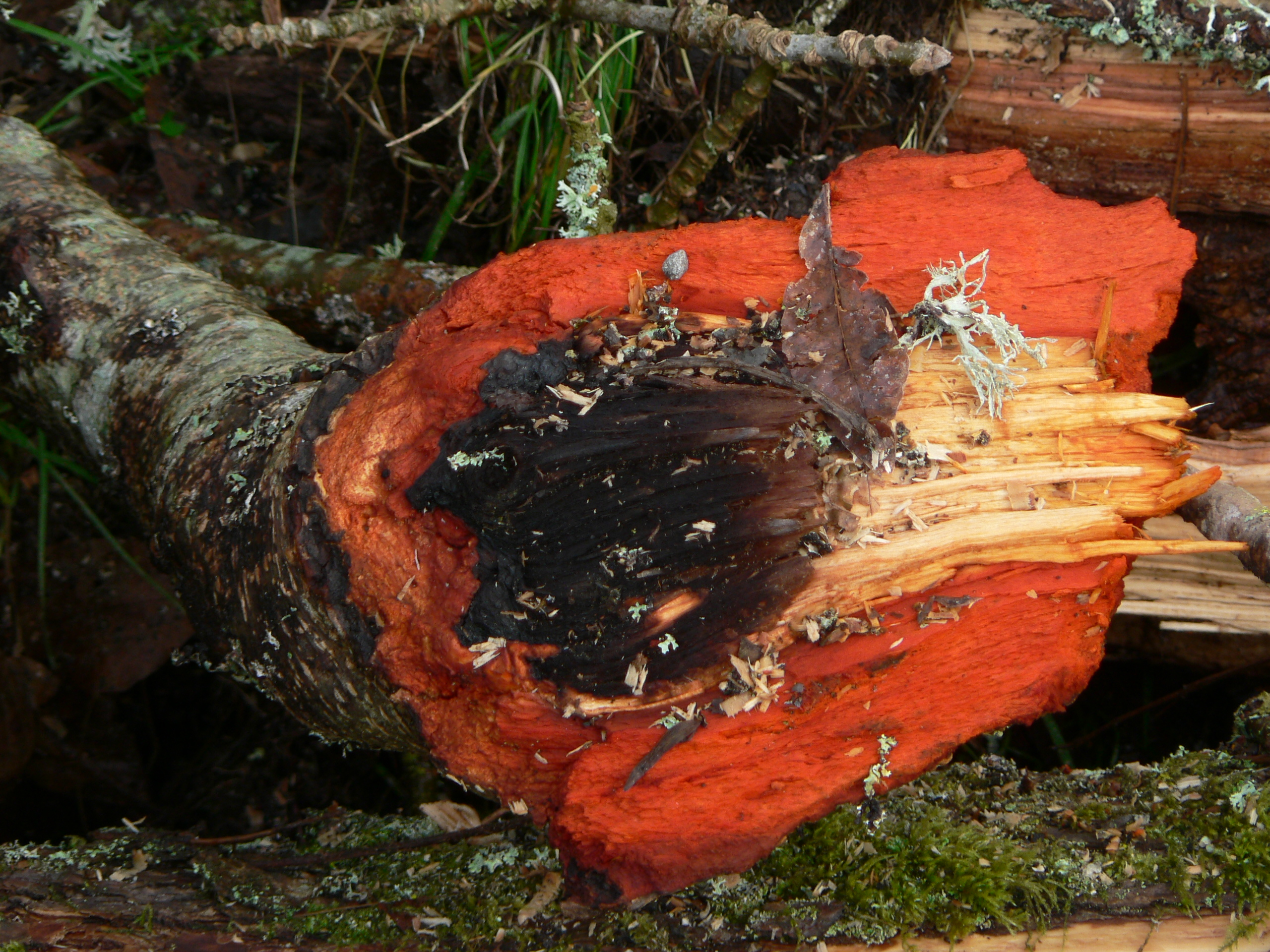
Rotes Holz einer frisch abgebrochenen Rot-Erle

Ein rotgelber Farbstoff kann durch das Abkochen der Rinde gewonnen werden. Er wurde von der indigenen Bevölkerung Nord- und Südamerikas genutzt, um Fischernetze zu färben, so dass sie im Wasser weniger sichtbar waren.
Die Rot-Erle ist ein wichtiger Baum für die Forstwirtschaft. Ihr rasches Wachstum macht sie besonders geeignet, Brachflächen zu besiedeln. Ihre zahlreichen Samen tragen dazu bei, den Humus mit Stickstoff anzureichern, wenn sie zersetzt werden. Sie wird abwechselnd mit Nadelbäumen angebaut, um die Verbreitung des Pilzes Phellinus weirii zu unterbinden, der insbesondere die Douglas-Tannen befällt und schwer schädigt.
Die Holzindustrie betrachtete früher die Rot-Erle als „Unkraut“ und versprühte Herbizide über große Rot-Erlen Wälder in Oregon und Washington. Der zunehmende Wert des Holzes, verbunden mit einem besseren Verständnis der positiven Wirkungen, die die Rot-Erle für andere Bäume hat, bewirkte weitgehend die Einstellung dieser Praxis.
Das Holz ist für die Verwendung im Freien nicht haltbar. Es wird aber für Möbel und für sonstige Tischlerarbeiten genutzt. Früher wurde sein Wert als sehr gering angesehen, inzwischen wurde es aber im Westen der USA zu einem recht wichtigen Laubholz. Es ist weiß, rosa oder hellbraun, kann einfach bearbeitet werden, lässt sich gut kleben und ist dauerhaft.
Rot-Erlen werden im Allgemeinen nicht als Zierbäume gepflanzt.